# ويليام إدوين سوندرز
ويليام إدوين سوندرز هو عالم طبيعي كندي، ولد في 16 أغسطس 1861 في لندن في كندا، وتوفي في 28 يونيو 1943.